# 公民1985行動聯盟
公民1985行動聯盟，是2013年7月初陸軍下士洪仲丘受虐死亡事件發生後，由醫師柳林瑋等39位互不相識、各行各業的網友發起的公民團體，希望藉由訴求讓事件真相出爐，並且要求國軍改革，屏除以往的陋習及潛規則，「要真相！要人權！」。短短兩個星期，兩度上街頭，就成功號召數十萬人參與，打破臺灣過去國內社會運動組織動員模式，這場由鄉民網路串聯發起的新型態參與充分表現出公民的力量，而被媒體譽為臺版「茉莉花革命」。洪案過後，聯盟除繼續以「公民1985行動聯盟」之名監督軍審法修法問題及軍中受難家屬的協助外，另外以「公民覺醒聯盟」持續推動公民覺醒及提倡公民權。

## 成立訴求
2013年7月初中華民國陸軍裝甲542旅下士洪仲丘受虐死亡事件發生後，因為有著「不能讓仲丘白白犧牲」的信念，由包括醫生、律師、軟體工程師、國會前助理、剛退役軍人、證券業上班族、老師、學生、家庭主婦等39位互不相識的網友（10位女性）於7月15日在PTT發起公民1985行動聯盟。其中很多人是第一次參與公民運動，所以只有晚上10點才能上網開通訊軟體來開會討論，組織也只有簡單分工架設網站、進行活動設計、財務管理及後勤規劃。聯盟指出：「1985」是中華民國國防部的國軍人員電話申訴專線，理應為申訴者主持公道；但在國軍現有的申訴體制環境下，打了電話反而會被部隊盯上，「黑」到退伍為止。

### 共同理念
聯盟推手與發言人柳林瑋醫師表示，成熟國家的公民運動，只要有正確的理念價值，就會有很多人站出來。他說，社會運動改革的過程中，最重要是讓多數民意挾持政府，「以民為主」。他說社會不需要超級英雄，每個公民都要當自己的超級英雄，「公民之眼不分顏色，會時時緊盯政府看」。
另一位聯盟發言人陳先生則表示兩次活動人數遠遠超過預期，除了感謝還是感謝，「這是台灣社運史上，抗議活動的新的一頁，這是大家一同寫下的新頁。」「希望喚起台灣公民的意識，這個是台灣社會的一大進步。」「聯盟希望遍地開花，藉由網路力量，讓任何人都可以是發起人、發言人，大家都可以來為社會上不公不義的事情來發聲，全民一起站出來，對抗不公不義。聯盟提醒政府，公民的眼睛在監督，如果不正視民意，難保不會有第3次街頭運動，只要有不公不義的事情，白衫軍就會再度集結。「公民之眼都在監督政府有無亂搞，民眾不是好唬弄的。」「這就是公民的力量，鄉民的正義。」

### 價值與模式：民主、正義、公民社會
發言人柳林瑋指出：如果25萬人站出來，都單純只是要洪案真相，那這個社會對是非正義的價值觀就太狹隘了。公民，不該是選擇性正義。對於核四、違反居住正義的大埔事件、違反程序正義的服貿等爭議，聯盟今後未必是主導者，但會默默支持這些爭取正義的活動與公民團體。聯盟希望喚起公民意識與精神、一個傳統出路之外的模式後，大家可以百花齊放，基於如何捍衛公民的精神，以及對自由民主人權的堅持，各自去想像屬於自己的模式。臺灣這個社會應該要有愈來愈多人站在雞蛋的這邊，而非城牆的那邊。我們國家才會愈來愈有愛與溫暖（村上春樹於2009年領取耶路撒冷文學獎時表示「在一座巨大堅實的牆和與之撞擊的雞蛋之間，我永遠都站在雞蛋這一邊」）。公民，就是看到這個國家受到危害時，立刻挺身出來捍衛它。做完了，就再回到自己的工作上去，這不是很帥嗎！

## 活動

### 第一次活動：公民教召
聯盟發動白衫軍運動，第一次活動為「公民教召」，於2013年7月20日上午9點前往國防部抗議，並且於下午18時在立法院舉行追思晚會，號召5千來3萬。。聯盟認為「真相」與「制度改革」才是公民社會期待的最大公約數。所以「如果政府太白目，我們上凱道開個夜市，也是剛剛好而已」。

### 第二次活動：萬人送仲丘
第二次活動為8月3日下午18時在臺北市總統府前的凱達格蘭大道前舉辦「萬人送仲丘」，呼籲公民站出來送洪仲丘最後一程。媒體宣稱已突破二十五萬人以上參加。參加人數聚集於凱達格蘭大道，人龍長約400公尺，末端在景福門。晚會過程平和理性，群眾離去時甚至沒有留下垃圾，展現公民的力量。行政院長江宜樺提出回應，包括成立軍事冤案申訴委員會，推動修正《軍事審判法》、在非戰爭時期，軍法部分回歸司法等。

#### 「公民覺醒」演說
行動聯盟在萬人送仲丘的公民覺醒最後演說中表示：「公民活動有很多種不同的形式……所有的社運組織，也許方向不同、訴求不同，但是我們相同的是，我們都是一群不冷漠、堅持理想的人。所有的社運團體應該互相支持，一起監督這個政府好不好？我也要向所有社運團體說，這個公民社會欠你們一份支持和鼓勵，剛剛我們提到大埔拆屋事件，大家覺得那件事情有正義嗎？那你們有多少人站出來了？就是因為大家不敢、不願出來，所以陳為廷跟楊儒門才要去潑漆，引起社會關注，然後再被政府說他們是暴民。大家看看服貿協議，有正義嗎？你們有多少人站出來？就是因為大家不敢、不願意出來，所以這兩天，一群大學教授、學生跟公民朋友，才必須衝立法院，流血、哀號，然後我們就在電視上看到，說社運份子都很暴力，我們就轉台、關電視，繼續過自己開心的生活。我在電視上看到這群不為自己私利、努力獻身公義的朋友流血，我們的心裡真的很痛、很難過，如果你也感到心痛、難過，是不是大家給他一個掌聲，讓他們知道這個社會有很多人支持他們、關心他們。」
「每個人都應該要關心社會，除非你是跟後面那個一樣冷血的人。但是每個人能夠投入的程度不一樣，我們欽佩所有為了公義，犧牲自己的工作、生活，甚至不惜拼上生命的朋友，但我知道，現場也有很多人跟我們1985的工作人員一樣，我們都是小老百姓、都要養家餬口，我們都在這個社會上討一口飯吃而已，你沒辦法去拋頭顱、撒熱血，但是你還是可以用很多方式表達你的意見，讓政府知道你的不滿。」
「電影裡面的超級英雄，在平常都是上班族、學生、公務員，但是在需要他的時候，他就會瞬間挺身而出，在打敗了邪惡的敵人之後，拯救了整個社會之後，他不居功、他不需要掌聲，他只是轉身隱沒在人群裡面，繼續進行他原本份內的工作，一直到下次這個社會需要他的時候，他毫不猶豫，再次挺身而出。」
「我們就是跟各位一樣的普通人，憑藉著熱情跟『不信公理喚不回』的信念，我們走到今天。現在，我們行使合法的公民權利。」「統治者永遠不希望有太聰明的公民，統治者永遠不希望有太勇敢的公民，但是勇敢有智慧的臺灣人哪！我們一起站出來，為公理正義發聲！我們要讓我們的統治者知道，你們很顢頇、你們很無恥，但是人民的眼睛是雪亮的！我們要做的是，把我們的精神，傳遞到這個社會更多角落。今天有25萬人，明天我相信就有50萬人、100萬人，日後如果還有更多不公不義，絕對會有更多的超級英雄，跟我們一起站出來！」

### 第三次活動：天下為『公』，公民覺醒、護憲行動
在九月政爭爆發後，洪仲丘事件、核四公投、大埔事件、監聽國會事件、兩岸服貿協議等亦持續引發憤怒，聯盟決定在10月10日早上10點10分，發起「天下為『公』，公民覺醒、護憲行動」，陸續以「暴民篇」、「天下為公篇」、「公民護憲篇」、「自由權力篇」、「雙十百年入陣篇」、「超級英雄篇」、「名人入陣篇」、「守護台灣篇」等網路文宣動員，由柯一正、小野、戴立忍、王育麟、五月天樂團、拷秋勤樂團等，邀請全國公民在立法院外舉辦屬於自己的升公民旗典禮，並訴求：下修《公民投票法》門檻，落實直接民權；下修罷免門檻，合理罷免機制；下修不分區立委及政黨補助門檻，讓庶民聲音被聽見。聯盟也要求，「黑箱服貿協議」必須重啟談判，馬政府不應不顧民意、私下與中國達成協議。
雙十節當天有多個公民團體及約六萬多民眾參加抗議馬英九及國民黨政府毀憲亂政及作為最大反對黨的民進黨制衡無能，要求「還權於民」，由中央研究院法律學研究所研究員黃國昌、民間司法改革基金會執行長林峰正等學者專家為全民上「憲法公民課」；臺灣大學經濟學系教授鄭秀玲、臺灣大學經濟學系教授林向愷、反黑箱服貿民主陣線召集人賴中強說明服貿協議對臺灣各階層和領域的危害；全國廢核行動平台崔愫欣談反核；g0v 零時政府談資訊透明與網路公民；臺北大學教授廖本全代表台灣農村陣線抨擊缺乏公益、必要性的浮濫徵收土地早已淪為政黨炒作土地、選舉固樁之用；作家兼憲法133實踐聯盟召集人馮光遠談罷免「馬意立委」吳育昇等；柯一正表示「如果我是孫中山，早就從墳墓『巴』馬英九」，人民應該用公民自決手段「教訓」政府；拷秋勤樂團音樂闡述台灣歷史。
聯盟同時宣布將成立「e04人力銀行」（注音輸入法輸入「e04」後為「幹」），讓社運團體與人民有聯結，廣招各界專業人才加入，並設立「公民覺醒」網站，設置公投、服貿等議題專區供大家討論、辯論，「這才是真正的公民社會」。聯盟發言人柳林瑋醫師希望大家站出來表達立場，走出來才能對自己的人民有同理心。所有捐款也24小時公布在網站上。

### 第四次活動：228翻轉教室 - 街頭公民課
為抗議高中課綱微調違反程序正義，公民覺醒聯盟與公民教師行動聯盟於民國103年2月28日發起兩天一夜的『228翻轉教室 - 街頭公民課』活動，把公民課從教室搬到街頭。估計上百人參與靜坐、公民論壇及晚會，其中5位公民老師更展開飢餓28小時靜坐，以行動表達抗議。。

## 反面意見
- 2013年8月5日上午，作家銀正雄在自己的部落格發文《洪案真相，1985聯盟亂臺灣》[36]質疑，台灣社會被一群來自ptt網路的無名幽靈耍得團團轉。銀正雄也問，20萬人參加洪案的遊行，現場一人送一件免費的白色喪服，是如何趕工趕出來的？北上遊覽車的經費，合計少說要花上新臺幣1、2千萬元，應清楚交代經費；2012年11月19日蘇貞昌在壹傳媒併購案表示如果馬英九不回應「反媒體巨獸」學生的訴求，民進黨將發動臺灣「公民社會」的力量狠狠教訓馬政府；「是不是民進黨在背後力挺你們不讓洪案落幕，非要讓中華民國的現任總統受盡各種羞辱的？」聯盟成員隔空回應說，銀正雄陳述的內容很多都與事實不符，一般人都可以輕易查證得知誰錯誰對。[37]引發支持和反對兩派網友在留言版一連串的筆戰。[38]

- 2013年8月6日，再生受刑人服務中心社長董念台到台北地檢署告發洪慈庸及1985聯盟成員涉嫌違反《組織犯罪防制條例》。董念台說，1985聯盟未經政府立案，與幫派大同小異；1985聯盟脅迫政府廢除軍法，恐造成國軍未來無法訓練士官兵而潰不成軍；洪慈庸與1985聯盟聯合起來，他因此一併告；至於洪仲丘父母年事已大，所以他不提告；若這件案子最後辦不出來，他會送豬頭給法務部部長曾勇夫[39]。8月6日，洪慈庸回應：「這部分我沒有甚麼看法跟意見，每個人都可以表示他在法律上面的看法，我們家屬沒有任何意見。」[40]

- 2013年8月8日，強調「沒有藍綠、只有是非」的公民1985行動聯盟，其發起人柳林瑋與曾在7月20日當晚上台發表台獨言論的公投護台灣聯盟總召集人蔡丁貴見面；據公投護台灣聯盟臉書粉絲專頁文字敘述，「柳林瑋醫師強調，他們這個世代不喜歡受到既有政黨的框架限制，強調公民的權利與義務，最後就是台灣要獨立。」[41]

- 2013年9月中旬，1名女子在臉書發文批評1985行動聯盟吃飽太閒，卻將「1985」誤植成「1895」，稱聯盟命名由來是1895年日本有空難，為追悼日本人所設；並指責網友「幫日本人說話」。[42]

- 2013年10月11日，《臺北時報》副主編寇謐將對公民1985行動聯盟主導了三場大規模集會遊行提出質疑，認為1985行動過於和平：相較於吸引了鎮暴裝備的小型抗議，1985的抗議現場警力明顯過少，其抗議手段甚至存在功能明顯對政府有利、甚至讓人民放棄抗爭。寇謐將在文末說：「台灣的公民社會承擔不起拒絕盟友，然而也必須確認：那些宣稱支持公義的，事實上是否真的站在他們那一邊。」[43][44]此網誌一出，便有大量台獨人士在1985臉書洗版、謾罵，迫使1985於臉書上發表澄清聲明。

- 2014年1月19日，前副總統呂秀蓮說，臺大醫院醫師柯文哲「很不了解臺灣歷史」，柯文哲應多花一點時間了解今天的臺灣民主如何走上來，「我覺得白衫軍一樣很漠視，都不太了解過去的歷史，好像自由是他們爭取而來」，她認為應一代與一代心手相傳會比較好[45][46][47]。

- 2015年6月6日，風傳媒引述一位當初參與1985甚深的前1985幹部指稱，洪仲丘案告一段落後，1985多數幹部都認為因本案而起的1985應隨本案結束，但柳林瑋仍有企圖而堅持1985繼續維持運作；當時兩派人馬還曾約到台北市林森北路一家飲料店會商，在場者回憶，由於雙方意見不和，氣氛宛如談判：1985許多幹部參與行動，本來就有「不靠此出鋒頭」的默契，當時柳林瑋卻以1985代言人身分接受《自由時報》專訪，柳林瑋此舉在這場談判中遭到強烈質疑，柳林瑋則辯稱該次專訪是遭到設計；那場飲料店談判，雙方各說各話，主張「任務結束就應解散」且佔多數的1985幹部退出臉書討論群組，但居少數的柳林瑋找了一批新血加入1985、繼續維持1985名號，現在1985多數幹部已非當初臉孔[48]。

- 2015年6月6日，1985宣布，即日起暫時將柳林瑋停權。2015年6月10日，1985向台北地檢署提交刑事告發狀，控告柳林瑋侵占。

## 外部連結
- 公民覺醒聯盟 （页面存档备份，存于）（官網）
- 公民1985行動聯盟的Facebook專頁